# GOG
GOG er en dansk håndboldklub med base på Øst- og Sydfyn i de tre små byer Gudbjerg, Oure og Gudme (i nærheden af Svendborg). Klubben blev stiftet i 1973.
Klubbens damehold kom for første gang op i den bedste række i 1985 og har siden dengang været én af de absolutte topklubber i dansk kvindehåndbold. Specielt i starten af 1990'erne var holdet en magtfaktor med sine fire mesterskaber i træk.
GOG er kendt for deres håndboldakademi, som er én af verdens bedste.
Herreholdet rykkede for første gang op i den bedste række i 1987 og her lykkedes det ligeledes at blive en af de absolutte topklubber. Siden oprykningen har klubben faktisk kun været uden for medaljerækken to gange.
GOG gik i 2005 sammen med Svendborg TGI og klubbens elitehold hed derefter GOG Svendborg TGI. Selskabet gik konkurs 26. januar 2010 og holdet blev tvansnedrykket til 2. division.
I 2022 vandt klubben for første gang i 15 år det danske mesterskab, da de besejrede Aalborg Håndbold over tre kampe i finaleslutspillet. Året efter gentog de succesen mod selvsamme finalemodstander.

## Spillertruppen i 2023/24
| Nr. | Navn                  | Nationalitet | Fødselsdato               | Position     |
| --- | --------------------- | ------------ | ------------------------- | ------------ |
| 3   | Nicolai Pedersen      | Danmark      | 15. februar 1994 (31 år)  | Venstre back |
| 6   | Lasse Vilhelmsen      | Danmark      | 26. april 2005 (20 år)    | Højre back   |
| 9   | Henrik Jakobsen       | Norge        | 16. december 1992 (32 år) | Stregspiller |
| 10  | Frederik Pedersen     | Danmark      | 25. august 2005 (19 år)   | Playmaker    |
| 11  | Emil Wernsdorf Madsen | Danmark      | 1. januar 2001 (24 år)    | Højre back   |
| 12  | Matthias Rex          | Holland      | 31. oktober 2002 (22 år)  | Målvogter    |
| 15  | Lauritz Legér         | Danmark      | 14. januar 2000 (25 år)   | Playmaker    |
| 16  | Tobias Thulin         | Sverige      | 5. juli 1995 (29 år)      | Målvogter    |
| 19  | Oskar Vind Rasmussen  | Danmark      | 8. august 2000 (24 år)    | Højre fløj   |
| 21  | Kasper Kildelund      | Danmark      | 11. maj 1994 (31 år)      | Højre fløj   |
| 22  | Anders Zachariassen   | Danmark      | 4. september 1991 (33 år) | Stregspiller |
| 23  | Joachim Lyng Als      | Danmark      | 7. april 2003 (22 år)     | Venstre fløj |
| 28  | Emil Oxenvad Tonnesen | Danmark      | 25. januar 2005 (20 år)   | Venstre back |
| 29  | Hjalte Lykke          | Danmark      | 5. oktober 2004 (20 år)   | Højre back   |
| 33  | Aaron Mensing         | Danmark      | 11. november 1997 (27 år) | Playmaker    |
| 37  | Linus Persson         | Sverige      | 16. april 1993 (32 år)    | Højre back   |
| 44  | Tobias Tombakk        | Danmark      | 10. februar 2004 (21 år)  | Venstre back |
| 66  | Anton Lindskog        | Sverige      | 7. december 1993 (31 år)  | Stregspiller |
| 71  | Alexander Blonz       | Norge        | 17. april 2000 (25 år)    | Venstre fløj |
| 77  | Frederik Clausen      | Danmark      | 29. maj 1996 (29 år)      | Venstre back |

## Kendte spillere fra GOG

### Damer
- Ditte Andersen
- Olga Assink
- Elly an de Boer
- Heidi Bruun
- Natasja Burgers
- Berit Bogetoft
- Monique Feijen
- Conny Hamann-Boeriths
- Tina Bøttzau
- Jette Hansen
- Rikke Hørlykke
- Anette Hovind Johansen
- Anna Kareeva
- Winnie Mølgaard
- Lene Lund Nielsen
- Trine Nielsen
- Line Jørgensen
- Kamilla Kristensen
- Maibritt Kviesgaard
- Gitte Madsen
- Louise Lyksborg
- Susanne Astrup Madsen
- Kathrine Heindahl
- Ragnhild Aamodt
- Linnea Torstenson
- Inna Suslina
- Louise Pedersen
- Ana Razdorov-Lyø
- Gitte Sunesen
- Pearl van der Wissel
- Joyce Hilster
- Jasmina Janković
- Mette Sjøberg
- Saskia Mulder

### Herrer
- René Hamann-Boeriths
- Joachim Boldsen
- Anders Eggert
- Søren Haagen
- Peter Henriksen
- Kim G. Jacobsen
- Nikolaj Jacobsen
- Klavs Bruun Jørgensen
- Niels Kildelund
- Søren Kildelund
- Torsten Laen
- Jakob Larsen
- Kasper Nielsen
- Jesper Ø. Petersen
- Søren Stryger
- Keld Vilhelmsen
- Lars Alhage
- Lars Felskov
- Mikkel Hansen
- Niclas Kirkeløkke
- Niklas Landin
- Mathias Gidsel
- Morten Olsen